# سلسلة لونية

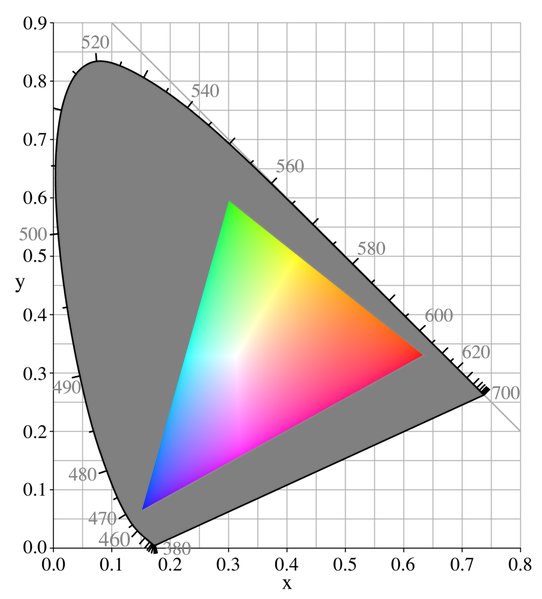
سلسلة لونية لأنبوب الأشعة المهبطية.
تمثل المساحة الرمادية بشكل حدوة الفرس كل المدى الممكن من الألوان في الفضاء اللوني. ويمثل المثلث الملون السلسلة اللونية التي تظهرها شاشة الحاسوب، وهي لا تغطي كامل الفضاء اللوني. إن زوايا المثلث هي الألوان الأولية لهذه السلسلة اللونية، وفي حالة أنبوب الأشعة المهبطية، فإنها تعتمد على ألوان المواد الفسفورية في الشاشة.

إن السلسلة اللونية (بالإنجليزية: Gamut) في عملية توليد الألوان بما فيها الرسوميات الحاسوبية والتصوير، هي مجموعة كاملة محددة من الألوان. تستخدم غالبا للإشارة إلى مجموعة من الألوان يمكن تمثيلها في شروط محددة مثلا في بعض الفضاءات اللونية أو بعض أجهزة الإخراج. وهناك استخدام آخر أقل شيوعا، ولكنه صحيح، وهو الإشارة إلى مجموعة كاملة من الألوان الموجودة في صورة عند زمن محدد. ووفق هذا المفهوم، فإن التحويل الرقمي للصور، أوتحويل الصورة المحولة رقميا إلى فضاء لوني آخر، أو تصديرها إلى وسط آخر يستخدم جهاز إخراج محدد يعدل من السلسلة اللونية، وتضيع بعض الألوان في المصدر الأصلي أثناء العملية.

## مقدمة
إن السلسلة اللونية لجهاز أو عملية ما في نظرية اللون هي جزء من الفضاء اللوني يمكن تمثيله أو توليده. وتحدد السلسلة اللونية عموما في مستوي الصبغة والإشباع حيث يمكن للعديد من الأنظمة توليد ألوان ذات مدى شدة واسع في سلسلتها اللونية، بالإضافة إلى أن مدى الشدة المتوفرة في أنظمة الألوان الطرحية مثل الطباعة تكون عديمة المعنى خارج مفهوم إضاءتها.
عندما يكون من الصعب الإظهار في نموذج لوني محدد، فإن هذه الألوان تكون خارج السلسلة اللونية (out of gamut). مثلا، اللون الأحمر النقي الموجود في السلسلة اللونية للنموذج اللوني أحمر أخضر أزرق هو خارج السلسلة اللونية في النموذج اللوني سيان قرمزي أصفر أسود.
الجهاز القادر على توليد كامل ألوان الفضاء اللوني هو هدف لا يمكن تحقيقه هندسيا في أجهزة الإظهار الملونة وعمليات الطباعة. وبينما سمحت التقنيات الحديثة بتقريب جيد، إلا أن تعقيد هذه الأنظمة يجعلها غير عملية.
وعند معالجة الصور الرقمية، يكون النموذج اللوني أحمر أخضر أزرق هو الأنسب. وتتطلب طباعة الصورة تحويل الصورة من الفضاء اللوني أحمر أخضر أزرق الأصلي إلى الفضاء اللوني سيان قرمزي أصفر أسود. وأثناء هذه العملية، يجب على الألوان خارج السلسلة اللونية في الفضاء الأول أن تحول إلى قيم قريبة في السلسلة اللوني للفضاء اللوني الثاني. إن التشذيب البسيط للألوان خارج السلسلة اللونية وتحويلها إلى الألوان الأقرب يؤدي إلى حرق الصورة Burned. وهناك العديد من الخوارزميات التي تقرب هذا التحويل، ولكن لا أحد منها كامل، لأن هذه الألوان ببساطة خارج قدرة الجهاز الهدف. ولهذا فإن تحديد ألوان الصورة خارج السلسلة اللونية في الفضاء اللوني الهدف بسرعة أثناء العملية هو أمر مهم في جودة المنتج النهائي.

## تمثيل السلاسل اللونية

المخطط اللوني للفضاء اللوني سي آي إي 1931.

تمثل السلاسل اللونية عادة كمنطقة من الفضاء اللوني سي آي إي 1931 كما هو موضح في الشكل يسارا، حيث تمثل الحافات المنحنية الألوان أحادية اللون أو الألوان الطيفية.
والسلسلة اللونية تعتمد على السطوع، والسلسلة اللونية الكاملة يجب تمثيلها في الفضاء ثلاثي الأبعاد كما في الشكل اليميني.
الصور الموجودة يمينا تظهر السلاسل اللونية للفضاء اللوني أحمر أخضر أزرق (الصورة العلوية)، كما في شاشات الحاسوب، والألوان المنعكسة في الطبيعة (الصورة السفلية). المخروط المرسوم باللون الرمادي يمثل المخطط اللوني سي آي إي الموجود يسارًا مضافا إليه البعد الثالث لإضاءة اللون.
المحاور في هذه المخططات هي استجابات المخاريط في العين البشرية للأطوال الموجية القصيرة (S)، والمتوسطة (M)، والطويلة (L). الحروف الأخرى تشير إلى الألوان الأسود (Blk)، والأحمر (R)، والأخضر (G)، والأزرق (B)، والسيان (C)، والقرمزي (M)، والأصفر (Y)، والأبيض (W). (ملاحظة: المقياس في هذه الأشكال ليس حقيقي).
يظهر المخطط العلوي اليميني أن شكل السلسلة اللونية أحمر أخضر أزرق مثلثية الشكل حيث تشكل الألوان زواياه الثلاث عند سطوع منخفض، ويكون المثلث بين السيان والقرمزي والأصفر عند سطوع أعلى، ونقطة بيضاء مفردة ذات سطوع أعظمي. والمواضع الدقيقة لرؤوس المثلث تعتمد على الإصدار الطيفي للفسفورات (phosphor) في شاشة الحاسوب، وعلى نسبة بين السطوع الأعظمي لهذه الفوسفورات الثلاث.
السلسلة اللونية للفضاء اللوني سيان قرمزي أصفر أسود تقريبا نظيرة للسلسلة اللونية أحمر أخضر أزرق، ولكن برؤوس مختلفة قليلا، اعتمادا على الخواص الدقيقة للأصبغة والمنبع الضوئي. ومن الناحية العملية، وبسبب طريقة تفاعل الألوان المطبوعة مع بعضها وتأثير نوع الورق وبسبب الامتصاص الطيفي غير المثالي، تكون السلسلة اللونية أصغر ومدورة الزوايا.
السلسلة اللونية للألوان الانعكاسية في الطبيعة ذات شكل مشابه، مع أنها أكثر استدارة. إن الجسم الذي يعكس حزمة ضيقة من الأطوال الموجية سيكون له لون قريب من حافات المخطط اللوني سي آي إي، ولكن سيكون له سطوع منخفض جدا في الوقت ذاته. وفي حالة السطوع الأعلى، ستصبح المنطقة في مخطط سي آي إيه أصغر فأصغر، حتى الوصول إلى نقطة بيضاء وحيدة، حيث تنعكس جميع الأطوال الموجية 100%. وتتحدد الإحداثيات الدقيقة للون الأبيض بلون المنبع الضوئي.

## وصلات خارجية
- استخدام المخطط اللوني لتقييم السلسلة اللونية
- كتاب عن رسم خرائط السلسلة اللونية[وصلة مكسورة]